# Objectif optique
Pour les articles homonymes, voir Objectif.

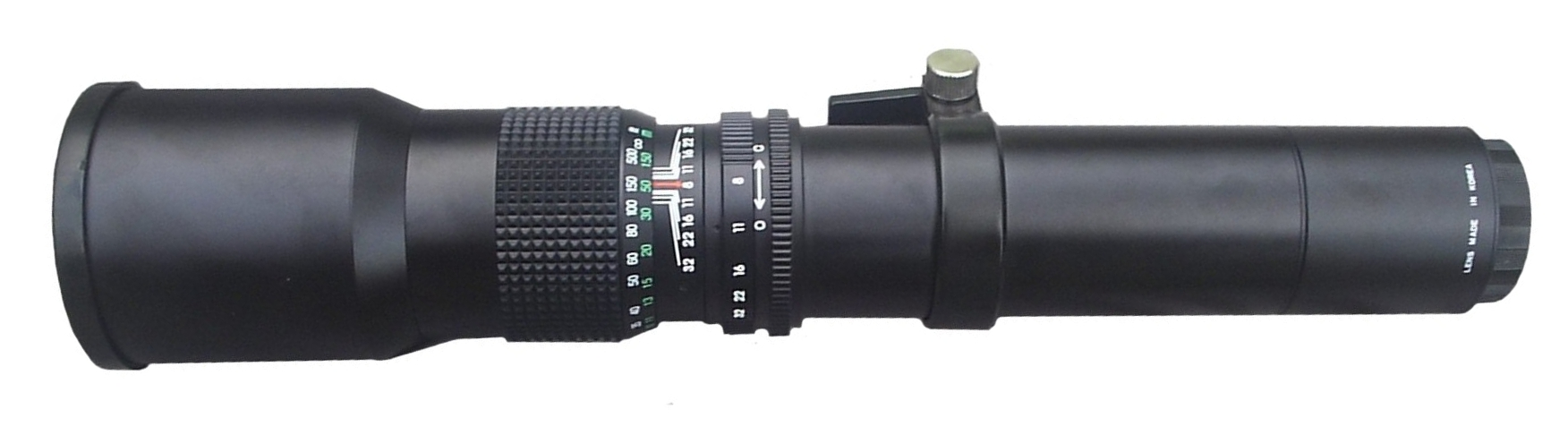
Objectif photographique à longue focale

Un objectif est un système optique constitué d'un ensemble de lentilles optiques simples ou composées (doublets ou triplets) en verre minéral ou organique qui forment une succession de dioptres sphériques, asphériques ou plans qui caractérise le premier élément de l'instrument d'optique qui reçoit les rayons lumineux émanant de l'« objet » (d'où l'origine étymologique du mot).
Les rayons lumineux, issus de cet objet observé distant traversent l'objectif et en forment une image réelle. 
Quand l'objet est situé à grande distance, voire à l'infini, l'image se forme au foyer image de l'objectif. Dans le cas d'un objectif simple et peu épais, la focale est sensiblement égale à la distance qui sépare le foyer du centre de l'objectif (distance frontale image). Pour un même objet observé, plus la focale est longue et plus l'image obtenue est grande. 

## Types

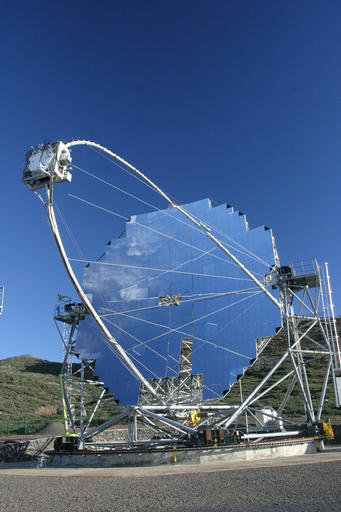
Objectif composite d'un télescope astronomique à la Palma

Par définition, dans un instrument d'optique, les rayons lumineux entrent toujours par l'objectif et : 
1. Si l'image est projetée sur un écran (ou une surface photosensible ou un capteur), sans passer par l'œil humain, l'appareil est dit « objectif » (chambre noire photographique, lanterne de projection) d'où le terme raccourci et familier d'« objectif » désignant l'objectif photographique entier. Il est pratiquement dans ce cas le seul élément dioptrique présent dans l'ensemble complété d'un obturateur et d'un diaphragme, pour ces raisons sa constitution est élaborée suivant la focale recherchée (télé-objectif, grand angle, fish-eye, objectif stéréoscopique)
2. Si l'image formée par l'objectif est destinée à être observée par l'œil humain, il s'agit d'une image virtuelle, car les rayons en ressortent par l'oculaire et permettent la formation d'une image rétinienne. 
Pour ces raisons, l'appareil complet est dit « subjectif » comme le sont le télescope, le microscope, la loupe binoculaire, le périscope avec chacun, leurs objectifs optiques particuliers :
  - Pour le microscope, certains objectifs sont à immersion (de leur lentille frontale baignant dans un liquide d'indice de réfraction proche de celui du verre comme l'huile de cèdre ou une huile de synthèse), d'autres sont sensibles aux lumières fluorescentes ou comportent des filtres de phase, améliorant ainsi les qualités et performances optiques dans des conditions particulières (comme l'impossibilité de colorer les organismes vivants observés). La multiplicité des objectifs (grandissement, type de lumière) les font se rassembler sur une tourelle les rendant interchangeables pendant les observations successives.
  - Pour le télescope, dont l'objectif est un miroir sphérique ou paraboloïde, il peut comporter une lame dioptrique dite de fermeture (lame de Schmidt) pour corriger les aberrations optiques. Certains miroirs primaires (objectifs) sont composés d'une multitude de miroirs élémentaires plans coordonnés électroniquement.

## Objectifs de microscope

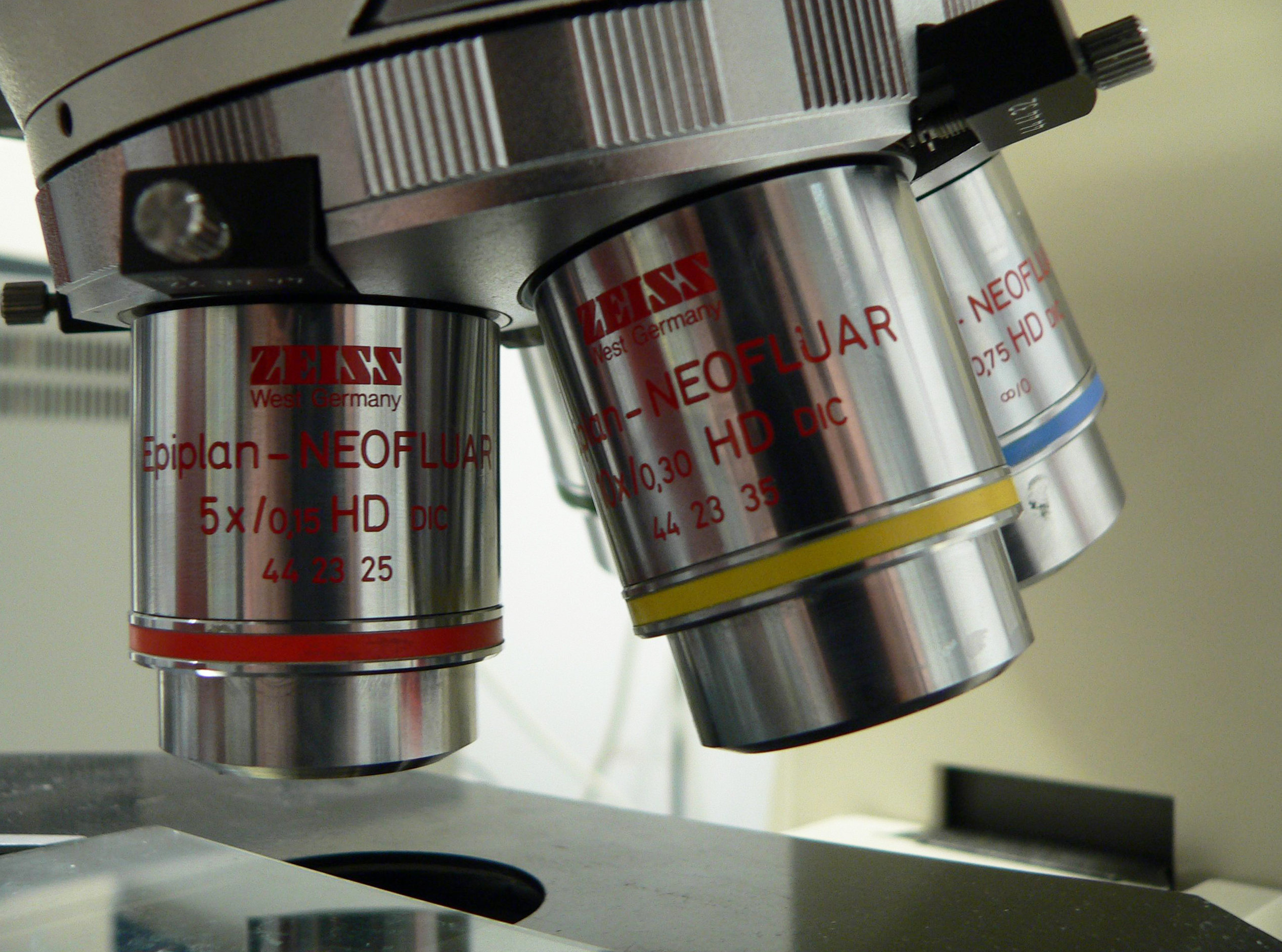
Tourelle d'objectifs de microscope dont certains à fluorescence

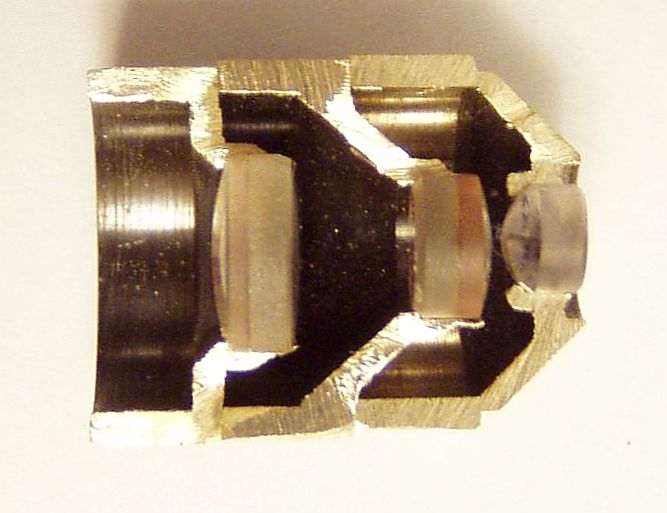
Coupe d'un objectif de microscope montrant sa lentille frontale

En microscopie optique, il existe plusieurs puissances d'objectifs. Les principaux sont les objectifs ×4, ×10, ×20, ×40, ×50, ×60, ×80 et ×100. 
Dans les microscopes dit « corrigés à l'infini » (au sens de la correction des aberrations), l'objectif fournit une image à l'infini (l'objet étant alors dans le plan focal objet). Une lentille de tube (le tube du microscope) ou lentille de Telan, solidaire du statif, reforme l'image dans le plan focal de l'oculaire. 
Les différentes caractéristiques sont gravées par le constructeur sur la monture de l'objectif : grandissement ou grossissement, ouverture numérique, type de correction de l'objectif (longueur du tube), correction d'aberration, épaisseur de la lamelle couvre-objet, milieu d'immersion, distance de travail... Par exemple, une monture d'objectif portant les inscriptions suivantes :
| 60X/1,40 oil {\displaystyle \infty }/0,17 WD 0,21 |
| ------------------------------------------------- |

signifie que : 
1. le grandissement (associé à la lentille de tube) est de 60,
2. ouverture numérique de 1,4,
3. le milieu d'immersion est l'huile (optique),
4. l'objectif est corrigé à l'infini,
5. l'épaisseur de la lamelle couvre-objet doit être de 0,17 mm,
6. La distance de travail (WD pour « working distance ») est de 0,21 mm.

- L'ouverture numérique est définie comme le produit de l'indice de réfraction de l'échantillon par le sinus de la moitié de l'angle d'ouverture de la lentille frontale. La résolution axiale et latérale de l'objectif est proportionnelle à cette valeur.
- La distance de travail est la distance entre la lentille frontale de l'objectif et le plan focal moins l'épaisseur de la lamelle.